# إتش فينتر غريفيث
إتش فينتر غريفيث (بالإنجليزية: H. Winter Griffith)‏ هو طبيب أمريكي، ولد في 1926، وتوفي في 1993.